# Китайгородский, Александр Исаакович
Алекса́ндр Исаа́кович Китайгоро́дский (16 февраля 1914, Москва — 16 июня 1985, Коломна) — советский физик-кристаллограф, популяризатор науки, доктор физико-математических наук (1946), профессор (1947). 

## Биография
Сын известного инженера-химика, специалиста по силикатам и стеклу Исаака Ильича Китайгородского. В 1935 году окончил физический факультет МГУ. До июня 1941 года руководил рентгеноструктурной лабораторией Всесоюзного института экспериментальной медицины. В 1936—1937 годах — доцент МИНХа. В 1938—1940 годах читал курс теоретической физики в Московском городском педагогическом институте.
В 1942—1944 годах — заведующий кафедрой в филиале Московского нефтяного института. Читал курс общей физики в Башкирском государственном медицинском институте, в 1943—1944 годах заведовал там кафедрой медицинской физики. В эти же годы работал в Уфе начальником физического отдела крупного оборонного предприятия.
С 1944 года руководил рентгеноструктурными исследованиями в Институте органической химии АН СССР.
В 1954—1985 годах — заведующий лабораторией структурного анализа Института элементоорганических соединений АН СССР. В 1958—1985 годах — профессор Коломенского государственного педагогического института. Лауреат премии им. Д. И. Менделеева (1949) и премии им. Е. С. Фёдорова (1967).

## Деятельность
Стал создателем нового направления в науке — структурной кристаллографии, а также автором метода атом-атомных потенциалов и принципа плотной упаковки в молекулярных кристаллах. Написал основополагающие книги в области рентгеноструктурного метода («Рентгеноструктурный анализ», «Рентгеноструктурный анализ мелкокристаллических и аморфных тел», «Теория рентгеноструктурного анализа» и др.), переведённые на другие языки.
Был талантливым популяризатором науки, его выступления перед широкой аудиторией слушателей часто проходили в переполненных залах и заканчивались бурными дискуссиями. Написанные им научно-популярные книги быстро исчезали с книжных прилавков («Физика — моя профессия», «Реникса», «Физика для всех» и др.).
Среди учеников Китайгородского — два академика, более 10 докторов и 40 кандидатов наук. Одним из учеников является Ю. Т. Стручков.

## Семья
Дочь — Галина Китайгородская, педагог.

## Основные работы

### Учебники и монографии
- Китайгородский А. И. Вводные главы в рентгеновский структурный анализ. — М.: Изд-во МГУ, 1937. — 116 с.
- Жданов Г. С., Китайгородский А. И. Основы рентгеновского структурного анализа. — М.-Л.: Гостехиздат, 1940. — 448 с.
- Справочник по рентгеноструктурному анализу / Под ред. А. И. Китайгородского. — М.-Л.: Гостехиздат, 1940. — 316 с.
- Китайгородский А. И. Рентгеноструктурный анализ. — М.-Л.: ГИТТЛ, 1950. — 650 с.
- Китайгородский А. И., Уманский Я. С. и др. Рентгенография. — М.: Машгиз, 1951. — 310 с.
- Китайгородский А. И. Рентгеноструктурный анализ мелкокристаллических и аморфных тел. — М.-Л.: ГИТТЛ, 1952. — 588 с.
- Китайгородский А. И. Органическая кристаллохимия. — М.: Изд-во АН СССР, 1955. — 559 с.
- Китайгородский А. И. Теория структурного анализа. — М.: Изд-во АН СССР, 1957. — 284 с.
- Китайгородский А. И. Введение в физику. — М.: Физматгиз, 1959. — 704 с. (Переизд. на англ. яз., 196?, 1965, 1968.)
- Китайгородский А. И. Молекулярные кристаллы. — М.: Наука, 1971. — 424 с. (Переизд. на англ. яз., 1973.)
- Китайгородский А. И. Введение в физику. — М.: Наука, 1973. — 688 с.
- Китайгородский А. И. и др. Строение органического вещества: данные структурных исследований, 1929—1970. Справочник. — М.: Наука, 1980. — 647 с.
- А. И. Китайгородский и др. Строение органического вещества: данные структурных исследований, 1971—1973. Справочник. — М.: Наука, 1982. — 510 с.
- Китайгородский А. И. Смешанные кристаллы. — М.: Наука, 1983. — 277 с. (Переизд. на англ. яз., 1984.)
- Китайгородский А. И. и др. Строение органических и элементоорганических молекул. Библиографический указатель, 1929—1979 / Отв. ред. М. А. Порай-Кошиц. — М.: Наука, 1984. — 284 с.
- A. J. Pertsin, A. I. Kitaigorodsky, The Atom-Atom Potential Method. Applications to Organic Molecular Solids. Berlin-Heidelberg-New York: Springer-Verlag, 1987. — 397 p.

### Научно-популярные книги
- Китайгородский А. И. Строение вещества и его энергия. — М.: Воениздат, 1955. — 128 с.
- Китайгородский А. И. Строение вещества и его энергия. — 2-е изд., испр. и доп. — М.: Воениздат, 1957. — 199 с.
- Китайгородский А. И. Физика — моя профессия. — М.: Молодая гвардия, 1965. — 176 с. (Переизд. на англ. яз., 1971.)
- Китайгородский А. И. Реникса. — М.: Молодая гвардия, 1967. — 240 с.
- Китайгородский А. И. Невероятно — не факт. — М.: Молодая гвардия, 1972. — 255 с. (Переизд. на фин. яз., 1983.)
- Китайгородский А. И. Реникса Архивная копия от 11 октября 2007 на Wayback Machine. 2-е изд. — М.: Молодая гвардия, 1973. — 191 с.

#### «Порядок и беспорядок в мире атомов»
- Китайгородский А. И. Порядок и беспорядок в мире атомов. — М.: Изд-во АН СССР, 1954. — 72 с.
- Китайгородский А. И. Порядок и беспорядок в мире атомов. — 2-е изд., перераб. и доп. — М.: Гостехиздат, 1956. — 139 с.
- Китайгородский А. И. Порядок и беспорядок в мире атомов. — 3-е изд., доп. — М.: Физматгиз, 1959. — 151 с.
- Китайгородский А. И. Порядок и беспорядок в мире атомов. — 4-е изд., доп. — М.: Наука, 1966. — 167 с. (Переизд. на англ. яз., 1967; на итал. яз., 1968.)
- Китайгородский А. И. Порядок и беспорядок в мире атомов. — 5-е изд., доп. — М.: Наука, 1977. — 175 с. (Переизд. на англ. яз., 1980.)
- Китайгородский А. И. Порядок и беспорядок в мире атомов. — 6-е изд., испр. — М.: Наука, 1984. — 176 с.

#### «Физика для всех»
- Ландау Л. Д., Китайгородский А. И. Физика для всех. — М.: Мир, 196?. — 405 с.
- Ландау Л. Д., Китайгородский А. И. Физика для всех. — М.: ?, 1963. — 390 с. (Переизд. на фр. яз., 1966.)
- Ландау Л. Д., Китайгородский А. И. Физика для всех. — М.: Наука, 1974. — 391 с.
- Ландау Л. Д., Китайгородский А. И. Физика для всех. В 4-х кн. (Переизд. на фр. яз., 1973—1984; на англ. яз., 1980—1987; на хинди, 1981; на лит. яз., 1981—1985; на нем. яз., 1981; на узб. яз., 1982—1987; на слов. яз., 1982—1984; на исп. яз., 1984—1988; на фин. яз., 1984; на араб. яз., 1984—1985; на вьет. яз., 1984—1985; на бенгали, 1986—1988; на каннада, б. г.):

- Кн. 1. Физические тела. — 6-е изд., стереотип. — М.: Наука, 1984. — 207 с. (5-е изд., 1982; 1-е изд., 1978.)
- Кн. 2. Молекулы. — 6-е изд., стереотип. — М.: Наука, 1984. — 207 с. (5-е изд., 1982; 1-е изд., 1978.)
- Кн. 3. Электроны. — 3-е изд., стереотип. — М.: Наука, 1984. — 205 с. (2-е изд., 1982; 1-е изд., 1978.)
- Кн. 4. Фотоны и ядра. — 3-е изд., стереотип. — М.: Наука, 1984. — 207 с. (2-е изд., 1982; 1-е изд., 1978.)

### Брошюры
- Китайгородский А. И. Рентгеновские лучи и рентгеновские методы исследования. — М.: Красный печатник, 1948. — 48 с.
- Китайгородский А. И. Строение вещества. — М.-Л.: Гостехиздат, 1948. — 40 с.
- Китайгородский А. И. Строение вещества. — М.: Воениздат, 1949. — 44 с.
- Китайгородский А. И. Современные методы исследования строения молекул. Стенограмма публичной лекции, прочитанной в Центральном лектории Общества в Москве. — М.: Правда, 1949. — 31 с.
- Китайгородский А. И. Строение вещества. — 2-е изд. — М.-Л.: ГИТТЛ, 1950. — 48 с.
- Китайгородский А. И. Кристаллы. — М.: ГИТТЛ, 1950. — 64 с.
- Китайгородский А. И. Строение вещества. — 2-е изд. — М.: Воениздат, 1951. — 47 с.
- А. И. Китайгородский, В. А. Мезенцев. Атом и молекула. — М.: Госкультпросветиздат, 1952. — 79 с.
- А. И. Китайгородский. Физические основы ядерной энергетики. Стенограмма публичной лекции. — М.: Знание, 1954. — 40 с.
- А. И. Китайгородский. Кристаллы. — 2-е изд. — М.: Гостехиздат, 1955. — 64 с.
- А. И. Китайгородский. Структура полимеров. — М.: Знание, 1958. — 30 с.
- А. И. Китайгородский, Ю. В. Мнюх. Как построены полимеры (По новым данным). — М.: Знание, 1961. — 32 с.
- А. И. Китайгородский, Э. И. Федин. Атомное строение и свойства твердых тел. — М.: Знание, 1963. — 48 с.
- А. И. Китайгородский. Молекулярные силы. — М.: Знание, 1978. — 64 с.

### Редакторская работа
- Конформационные расчеты сложных молекул: Сб. статей / Под общ. ред. А. И. Китайгородского и Т. Л. Перельмана. — Минск: Б. и., 1970. — 142 с.
- Теоретические аспекты конформаций макромолекул: Сб. статей / Под ред. А. И. Китайгородского. — М.: Б. и., 1970. — 212 с.
- Теоретические аспекты конформаций макромолекул: Сб. статей / Науч. ред. А. И. Китайгородский. — М.: Б. и., 1975. — 207 с.

### О Китайгородском
- А. И. Китайгородский: Учёный, учитель, друг / Сост. Е. В. Леоновой. — М.: Москвоведение, 2011. — 304 с., ил. — (Рыцари науки). — 1 000 экз. — ISBN 978-5-905118-14-2